# 옵시디언 (소프트웨어)
옵시디언(Obsidian)은 마크다운 형식의 텍스트 파일을 기반으로 작동하는 개인 지식 관리 및 노트 필기 소프트웨어이다. 2020년 3월 30일 Dynalist Inc.가 개발하여 공개하였으며, 공동 창립자인 리쉬다(Shida Li)와 에리카 쉬(Erica Xu)에 의해 기획되었다. 사용자는 자신의 컴퓨터에 저장된 마크다운 파일을 연결하고 분류하여, 위키 형태의 지식 그래프를 구축할 수 있다. 일렉트론 프레임워크로 개발되었으며, 윈도우, 맥OS, 리눅스는 물론 안드로이드 및 iOS에서도 사용할 수 있다.
옵시디언은 기본적으로 개인 사용자에게 무료로 제공되며, 동기화 기능인 ‘옵시디언 싱크(Obsidian Sync)’와 웹 게시 기능인 ‘옵시디언 퍼블리시(Obsidian Publish)’ 등의 유료 부가 서비스를 통해 프리미엄 모델을 운영하고 있다. 수십 개의 언어를 지원하며, 한국어를 포함한 다국어 사용자 인터페이스를 제공한다.